# Théorie de l'information intégrée
La théorie de l'information intégrée (TII), ou en anglais Integrated information theory (IIT), est l'une des théories proposées dans le domaine des neurosciences, et de la Recherche sur la modélisation de la conscience, pour expliquer comment l'expérience subjective d'un humain ou d'un animal découle de son activité cérébrale. Proposée par le chercheur italien Giulio Tononi en 2004, elle postule que la conscience peut être expliquée en termes de traitement cohérent de l'information par un système physique (cerveau humain dans le cas de l'Homme),.
En 2025, il n'y a pas encore de consensus ; plusieurs théories s'affrontent pour tenter d'expliquer la nature de la conscience et son émergence dans le cerveau (et notamment la théorie de l'espace de travail global) dont aucune n'est encore clairement prouvée.

## Utilité
La théorie de l'information intégrée (TII) est un cadre théorique encore à valider, expliquant pourquoi, comment et dans quelle mesure certains systèmes physiques (comme le cerveau humain) sont conscients ; pourquoi et comment ils ressentent des choses particulières quand ils sont dans certains états ; ou encore ce qu'il faudrait pour que d'autres systèmes physiques (systèmes d'intelligences artificielles par exemple) soient eux aussi conscients.
Elle s'intéresse aux corrélats neuronaux de la conscience (concept de neuroscience désignant les structures et activités cérébrales associées à un état mental correspondant à une expérience consciente ; ces corrélats sont étudiés pour comprendre comment et où l'activité neuronale donne naissance à la perception, aux émotions et à la conscience, avec comme objectif de notamment identifier le plus petit ensemble de neurones nécessaire pour générer une expérience de la conscience (puisqu'on sait empiriquement et par de preuves scientifiques que toute la matière cérébrale n'est pas indispensable pour que la conscience existe) ; par exemple : Christof Koch et d'autres suggèrent que les corrélats neuronaux de la conscience pourraient être situés dans des réseaux spécifiques du cortex cérébral et du système thalamique.
La théorie de l'information intégrée propose une quantification reposant sur une unité de mesure appelée Φ (phi), qui quantifie le degré d'intégration de l'information dans un système (plus un système possède un Φ élevé, plus il est considéré comme conscient).
En principe, une fois la théorie mature, bien testée et validée, elle pourrait contribuer à modéliser la conscience, et aussi permettre de déterminer si un système physique est conscient, à quel point, et quelles expériences subjectives il « éprouve ».
Dans la théorie de l'information intégrée, la conscience d'un système (ce qu'il ressent subjectivement) est supposée correspondre aux propriétés causales (ce qu'il est objectivement). Analyser l'ensemble des rôles causaux permettrait donc de connaître l'état de conscience d'un système.

## Histoire
Elle a été proposée par Giulio Tononi en 2004. La dernière version (la « 3.0 ») est sortie en 2014, mais la théorie continue d'être développée.
Malgré un intérêt significatif, la théorie de l'information intégrée ne fait pas consensus, avec une partie de la communauté scientifique la traitant de pseudo-science infalsifiable, face à une théorie alternative et souvent présentée comme opposée dite TETG (pour théorie de l'espace de travail global), soutenue par le français Stanislas Dehaene.
En 2025, pour résoudre ce dilemme, des chercheurs ont réalisé une étude de collaboration contradictoire en science ouverte, comparant ces deux théories majeures de la conscience (1) la théorie de l'information intégrée ou TII ; 2)  la théorie de l'espace de travail neuronal global ou GTNO), sur la base d'un protocole expérimental produit par un « consortium neutre sur le plan théorique »,,,,,, appliqué à  256 participants, dont l'activité cérébrale a été mesurée par IRM fonctionnelle, magnétoencéphalographie et électroencéphalographie intracrânienne. Cette expérience a montré que l'information consciente est bien présente dans le cortex visuel, ventrotemporal et frontal inférieur, avec une synchronisation spécifique entre les zones visuelles et frontales, mais certaines prédictions - des deux théories -  sont néanmoins remises en question, avec : 
- pour l'IIT, une absence de synchronisation soutenue dans le cortex postérieur, qui contredit l'idée que la connectivité réseau définit la conscience.
- pour le GTNO, l'absence d'activation marquée au décalage du stimulus et la représentation limitée de certaines dimensions conscientes dans le cortex préfrontal, qui posent problème pour la théorie.

Selon les auteurs, ces résultats interrogent aussi d'autres théories de la conscience.

Ils concluent qu'une nouvelle approche, collaborative et quantitative est nécessaire pour affiner les modèles explicatifs du phénomène de la conscience.